# Monodiscodes
Monodiscodes is een geslacht van vliesvleugeligen uit de familie Encyrtidae. De wetenschappelijke naam van dit geslacht is voor het eerst geldig gepubliceerd in 1954 door Hoffer.

## Soorten
Het geslacht Monodiscodes omvat de volgende soorten:
- Monodiscodes dimorphus (Mercet, 1921)
- Monodiscodes intermedia (Mayr, 1876)
- Monodiscodes intermedius (Mayr, 1876)